# Єдина демократична ліва партія
Єдина демократична ліва партія (грец. Ενιαία Δημοκρατική Αριστερά, ΕΔΑ/Eniaia Dimokratiki Aristera, EDA) — політична партія Греції, активна здебільшого в добу військової хунти чорних полковників (1967—1974 років). У період 1951—1968 років EDA очолював Іоанніс Пасалідіс.

## Історія
Єдина демократична ліва партія була заснована в Греції в червні 1951 року, напередодні парламентських виборів як політична коаліція соціалістичних і ліводемократичних сил. У EDA увійшли представники соціалістів, лівих демократів, комуністів. Зберігаючи свої політичні переконання, вони організаційно об'єдналися і виступили за здійснення в країні національно-демократичних перетворень в рамках конституції. На першій конференції у липні 1956 року EDA взяла курс на згуртування своїх лав, прийняла статут і обрала центральні органи партії. Зміцненню EDA сприяли рішення її Першого з'їзду у листопаді 1959 року, який сформулював політичні цілі партії і визначив її організаційну структуру. З'їзд заявив, що EDA є демократичною партією грецького народу, виражає його інтереси і захищає його конституційні права і свободи. Другий з'їзд у грудні 1962 року EDA підкреслив, що антинаціональна і антинародна політика правлячих кіл нехтує інтересами всіх класів і соціальних верств Греції, чим створює об'єктивні передумови для широкої єдності дій усіх національних політичних сил країни.
З'їзд розробив програму для єдиних дій, що включала вимоги відновлення демократичних порядків і конституційної законності, проведення політики миру, дружби і співробітництва з усіма народами, поліпшення економічного становища працівників шляхом скорочення військових витрат і захисту країни від експлуатації іноземних і місцевих монополій. EDA виступила за демократичний шлях розвитку Греції, вихід її з НАТО і перехід на позиції нейтралітету, скасування всіх надзвичайних законів і заходів, легалізацію компартії Греції. На парламентських виборах 16 лютого 1964 за списками EDA було обрано 22 депутати з 300. Після державного перевороту в Греції, здійсненого 21 квітня 1967 року реакційними військовиками за підтримки США і НАТО, влада офіційно заборонила 30 квітня 1967 року діяльність EDA. Однак EDA продовжувала діяти у підпіллі, маючи свої організації серед греків, які мешкали у країнах Західної Європи.
Після відновлення демократії, ΕDΑ з'явилися на виборах в 1974 році в союзі з Комуністичною партією Греції та іншими лівими партіями, під керівництвом Ільяса Іліу, найвиднішого політика лівих сил у Греції. Після розколу в альянсі, ΕDΑ ніколи не брала участь самостійно в грецькій політиці після 1977 року. Під керівництвом Маноліса Глезоса, партія брала участь у виборах 1981 і 1985 років в союзу із ПАСОК.
Вищим органом EDA був з'їзд, який виробляв генеральну політичну лінію, обирав Адміністративний комітет та голову партії. Виконавчий орган — Виконком (14 член і 8 кандидатів). ЦО EDA — газета «Авгі».

## Політики EDA
- Іоанніс Пасалідіс
- Нікос Кіцікіс
- Грегоріос Ламбракіс
- Алека Папаріга
- Маноліс Глезос
- Ілліас Іліу
- Мікіс Теодоракіс
- Стефанос Сарафіс
- Янніс Ріцос